# أيمن عبد العزيز
أيمن محمد عبد العزيز (20 نوفمبر، 1978، الشرقية) لاعب كرة قدم مصري سابق في مركز الوسط المدافع لعب بنادي الزمالك والآن هو المدرب العام لنادي الزمالك.

## مشوار الاحتراف
بدأ مشواره الكروى مع نادى الزمالك قبل أن يسافر إلى تركيا ليبدأ رحله احترافه الطويلة في بلاد الاناضول.
رحل الي بلاد الأناضول منذ ثماني سنوات حاملا معة أماني وطموحات كبيرة، وبدا مسيرتة الطويلة هناك من اسفل الهرم حتي وصل الي قمتة، وتمر الايام والسنين ويعود أصغر قائد للزمالك عبر تاريخة الي فريقة الأول من جديد.
و سنستعرض عبر هذا التقرير مسيرة أيمن عبد العزيز عبر 8 مواسم في الدوري التركي بجميع إحصائياتها وأرقامها ولعل هذا التقرير يلقي الضوء علي مسيرة لاعب عملاق لم يظهر الاعلام المصري حجم مسيرتة الرائعة في أرض احفاد العثمانيين....

### موسم 2000-2001
كانت ضربة البداية لأيمن عبد العزيز عام 2000 في أحد اندية الوسط في تركيا وهو نادي كوجالي التركي وكان دائما يحتل دائما أحد المراكز في الثلث الأخير من جدول الدوري التركي الذي يضم 18 ناديا، وابرز إنجازاتة قبل أنتقال أيمن عبد العزيز إليه هو حصولة علي المركز الرابع موسم 1993/1992 وكأس تركيا عام1997.
منذ أول مباراة في الموسم حجز أيمن مقعد أساسي في فريقة بل وكان عنصر مؤثر للغاية بتمريراتة الحاسمة واهدافة التي لم تغيب رغم طبيعة واجبات مركزة الدفاعية في المقام الأول.
لعب طوال الموسم بانتظام مع فريقة ولكن الإصابة التي لحقت بة في اوئل عام 2001 حرمتة من المشاركة مع فريقة لثلاثة أشهر كاملة قبل أن يعود مرة أخرى ويشارك حتي نهاية الموسم وكان يعتبر أحد نجوم فريقة خلال هذا الموسم.
لعب أيمن خلال موسمة الأول في تركيا 24 مباراة مع كوجالي وحصل علي 3 بطاقات صفراء طوال الموسم ولم يتعرض ابدا للطرد وهي احصائية مميزة بالنظر لواجبات مركزة التي تتطلب التدخلات العنيفة مع الخصوم.
و لم يخل رصيد أيمن عبد العزيز من الاهداف خلال موسمة الأول فاحرز هدفين لفريقة في الدوري ساهما في بقاء كوجالي ضمن اندية الدوري التركي الممتاز واحتلالة للمركز ال 13 في جدول الترتيب العام.

### موسم 2001-2002
استمر أيمن مع كوجالي في هذا الموسم، وبالطبع في كان أحد الأعمدة الأساسية لفريقة خلال هذا الموسم منذ البداية الي النهاية بالنظر الي موسمة الأول مع الفريق.
و كان هذا الموسم موسما استثنائيا لأيمن عبد العزيز خلال مسيرتة في تركيا، ليس فقط لانة كان موسم تثبيت الأقدام بالنسبة للاعب، بل كان هذا الموسم أيضا هو الموسم الذي حصل فية أيمن عبد العزيز علي أول بطولة لة مع الفريق بل وكان لة أيضا جزء كبير من الفضل في الحصول عليها بعد أحرازة هدف غالي للغاية لفريقة في مباراة قبل النهائي صعد بكوجالي الي المباراة النهائية لكأس تركيا قبل أن يحصل بعدها علي البطولة ويتأهل تلقائيا الي كاس الاتحاد الاوربي في مفاجأة كبيرة هناك.
لعب أيمن خلال هذا الموسم الرائع 35 مباراة كاملة ونال 9 بطاقات صفراء ولم يحصل علي أي بطاقات حمراء للموسم الثاني علي التوالي.
و احرز هدفين لفريقة خلال الموسم كان أحدهم هو الهدف الذي سجلة أيمن عبد العزيز لفريقة في قبل نهائي كاس تركياوو احتل فريقة الترتيب الحادي عشر في جدول ترتيب الدوري التركي وصعد الي كأس الاتحاد الاوربي وفاز بكاس تركيا.

### موسم 2002 - 2003
بعد قضاءة موسمين رائعين مع كوجالي التركي، اتجهت انظار العديد من الاندية التركية والاوربية الي نجمنا المصري كان أبرزها اندية طرابزون سبور وستاندرليج البلجيكي ومالطيا سبور التركي.
و كان أيمن علي وشك الانضمام الي طرابزون ولكن تحديد عدد الاجانب في الدوري التركي كان عائقا لانتقالة الي هذا النادي فقرر الانتقال الي مالطيا سبور التركي.
و يعتبر هذا الانتقال هو التطور الطبيعي لمسيرة أيمن الأحترافية التي بداها في كوجالي التركي ثم مالطيا سبور الذي يعتبر أحد اندية الوسط في تركيا ولكنة أفضل بمراحل من نظيرة كوجالي سواء في الإمكانيات المادية أو ماشابة.
لعب أيمن خلال هذا الموسم أحد أفضل مواسمة في بلاد أبناء كمال اتاتورك وقاد فريقة للحصول علي المركز الخامس في الدوري التركي متفوقا علي اندية عريقة مثل فناربخشة الذي حل سادسا وطرابزون سبور الذي حل في المركز السابع، وتأهل للمشاركة في كاس الاتحاد الاوربي في الموسم التالي.
ظهر أيمن بقمصان فريقة خلال 33 مباراة خلال موسمة الأول مع مالطيا سبور وحصل علي 11 بطاقة صفراء واحرز هدف وحيد لفريقة خلال هذا الموسم.

### موسم 2003 - 2004
شهد هذا الموسم المشاركة الأولي لنجم الزمالك العائد في بطولة كاس الاتحاد الاوربي بعدما حقق فريقة المركز الخامس في الموسم الفائت.
و كانت اولي مباريات مالاطيا سبور امام نادي بازل السويسري في تركيا وتمكن بازل من الفوز بهدفين نظيفين خارج ملعبة قبل أن يحقق ماطيا سبور ما يشبة المعجزة ويفوز في مرحلة الإياب بنفس النتيجة في سويسرا ولكنة خرج بالهدف الفضي الذي أهدي التأهل لبازل للدور التالي من البطولة..
و رغم خروج مالطيا سبور من البطولة إلا أن الانظار اتجهت الي النجم المصري وخاصة عيون نادي مارسيليا الفرنسي بحسب ما ذكرت بعض الصحف التركية هناك بعد انتهاء النادي التركي من مباراتية في البطولة القارية وذكرت ان المدير الفني لمارسيليا وقتها جوزيف سكوبلاز اعجابة بأيمن عبد العزيز وانة أصبح من المطلوبين للنادي الفرنسي في الفترة المقبلة..
و لكن بسبب الإصابة التي داهمتة وتسببت في غيابة لمدة 4 شهور كاملة كانت السبب في عدم اتمام انتقالة الي مرسيليا.
و محليا فقد احتل الفريق المركز الثامن خلال هذا الموسم ولعب أيمن عبد العزيز 27 مباراة فقط نظرا لاصابتة وحصل علي 5 بطاقات صفراء والكارت الأحمر الأول لة علي الأراضي التركية واحرز هدف وحيد خلال الموسم.

### موسم 2004 - 2005
ربما كان هذا الموسم هو موسم سيء بالنسبة لملاطيا سبور ولكنة كان الموسم الذي أصبح فية أيمن عبد العزيز هو النجم الأول لفريقة ووصلت لة عروض من بيشكتاش وطرابزون سبور واندية لنس ونانت الفرنسيين ولكن النادي التركي رفض التفريط في نجمة الأول وقام بتجديد عقدة لمدة سنة اضافية.
و رغم تجديدة لعقدة في بداية هذا الموسم، إلا أنة انتقل الي جينشلربيرليجي في فترة الانتقالات الشتوية في منتصف الموسم ليسدل الستار بذلك علي مسيرتة مع مالطياسبور وانهي معها نجمنا المصري محطتة الثانية لينتقل الي مرحلة ابعد.
قاد أيمن فريقة خلال 14 مباراة خلال نصف الموسم حصل خلالهما علي 3 بطاقات صفراء ولم يتعرض لاي بطاقة حمراء واضاف الي رصيدة من الاهداف هدفا جديدا خلال نصف الموسم الذي لعبة مع مالطياسبور.

### موسم 2005 -2006
أنتقل أيمن الي المحطة الثالثة لة في بلاد الاناضول خلال فترة الانتقالات الشتوية في بداية عام 2005 وكان جينشلربيرليجي هو الفائز بتوقيع أيمن عبد العزيز.
و هذا النادي هو أحد اندية العاصمة انقرة وقد تأسس عام 1923 ويعتبر أحد أقدم الاندية هناك وقدفاز بكأس تركيا مرتين اعوام 1987 و2001 ويحتل دائما أحد المراكز في الثلث الأول من جدول الدوري التركي..
و في موسمة الأول مع فريق العاصمة لعب أيمن 17 مباراة خلال نصف موسم فقط ونال 3 بطاقات صفراء واحرز هدفين ليساعد بهما فريقة في احتلال المركز الخامس في الدوري التركي هذا الموسم.
و يعتبر هذا الموسم هو الأكثر غزارة تهديفيا بالنسبة لجنرال خط الوسط الذي احرز خلال 3 اهداف (هدف مع مالطياسبور وهدفين مع جينشلربيرليجي).
استمر أيمن عبد العزيز مع جينشلربيرليجي وكان كالعادة أحد أبرز نجوم الفريق بل وشهدت مباراة دينزلي سبور حدثا مهما بانسبة لأيمن وكان ارتدائة لشارة قيادة الفريق رغم حداثة عهدة بالفريق.
لعب أيمن 30 مباراة هذا الموسم وحصل علي 8 بطاقات صفراء وواحدة حمراء ووللمرة الأولي يخلو رصيدة من الاهداف خلال الموسم.
و ربما يعتبر هذا الموسم هو أقل المواسم لأيمن عبد العزيز خلال مسيرتة في تركيا ولكنة كان كافيا ليجذب انظار المسؤلين في طرابزون سبور للتعاقد معة خصوصا انة أصبح لاعب محلي بحكم حصولة علي الجنسية التركية ليصل أيمن بذلك الي المستوي الأول في تركيا.

### موسم 2006- 2007
يعتبر انتقال أيمن عبد العزيز الي طرابزون سبور هو الوصول الي قمة الهرم في تركيا، فطرابزون سبور هو أحد اضلاع مربع القوي في الكرة التركية الذي يضم بيشكتاش وجلطة سراي وفناربخشة الي جانب طرابزون سبور.
و قد انتقل أيمن الي هذا النادي في بداية عام 2007 في فترة الانتقالات الشتوية ولعب معة 19 مباراة كاملة خلال نصف موسم فقط.
و حصل علي تسع بطاقات صفراء وبطاقة حمراء وحيدة ولم يحرز اهداف خلال هذا الموسم.
و حصل فريقة علي المركز الرابع ليتأهل للمشاركة في كأس الأنترتوتو المؤهلة لكاس الاتحاد الاوربي.

### موسم 2007 - 2008
كان هذا الموسم هو الأخير لأيمن عبد العزيز علي أراضي تركيا وكانت بدايتة مميزة بالنسبة لأيمن بتسجيلة المشاركة الثانية لة في البطولات الاوربية عندما لعب مباراتي فريقة امام فلازينا الألباني وفاز ذهابا بستة اهداف نظيفة، قبل أن يكرر طرابزون فوزة ايابا برباعية، ليتأهل بعدها طرابزون سبور لمواجهة اوجلاتي بطل رومانيا فخسر ذهابا بنتيجة 2-1 وخرج من البطولة.
أحتل طرابزون سبور المركز السادس في نهاية البطولة ولعب أيمن خلال الموسم 34 مباراة من اصل 36 وحصل علي 9 بطاقات صفراء واحرز هدفين في موسمة الأخير في تركيا....

### موسم 2008- 2009
عاد مره أخرى أيمن عبد العزيز لناديه الأول نادى الزمالك وذلك في صفقه اعتبرها الكثير مكسب لنادى الزمالك لتدعيم خط الوسط، عاد أيمن ليصبح كابت فريق الزمالك مره أخرى ليصبح كابيتانو الزمالك الجديد بعد حازم امام

## البطولات
حصل أيمن عبد العزيز على أول لقب اوروبى للاعب مصري محترف عندما فاز بكأس تريكامع فريق السابق Kocaelispor.
قبل احتراف أيمن حصل على ثلالث بطولات مع نادى الزمالك وهم::
- كأس الأفرو-آسيويه عام 1998/1997
- كأس مصر عام 1998/1999
- كأس أبطال أفريقيا عام 2000

## المنتخب المصري
لعب أيمن عبد العزيز مع المنتخب الأوليمى منذ ان ظهر مع نادى الزمالك وظل يشارك حتى عام 1999 مع المتخب الأوليمبى قبل أن يلفت نظر اجلهاز الفنى للمنتخب الأول ليضمه
ومثل أيمن عبد العزيز المنتخب المصري الأول:
في 25 مباراة دوليه فاز في 12 مباراة وخسر 6 مباريات وتعادل في7 مباريات واحرز أيمن مع المنتخب ثلالث اهداف دوليه.

## روابط خارجية
- أيمن عبد العزيز على موقع الاتحاد الدولي (مؤرشف)  (الإنجليزية)
- أيمن عبد العزيز على موقع الاتحاد الأوربي (الإنجليزية)
- أيمن عبد العزيز على موقع اتحاد تركيا (لاعب) (الإنجليزية)
- أيمن عبد العزيز على موقع قاعدة بيانات كرة القدم.إي يو (الإنجليزية)
- أيمن عبد العزيز على موقع ناشيونال فوتبول تيمز (الإنجليزية)